# 布尔可满足性问题
可滿足性（英語：Satisfiability）是用來解決給定的真值方程式，是否存在一组变量赋值，使問題为可满足。布尔可滿足性問題（Boolean satisfiability problem；SAT ）屬於決定性問題，也是第一个被证明屬於NP完全的问题。此問題在電腦科學上許多的領域皆相當重要，包括電腦科學基礎理論、演算法、人工智慧、硬體設計等等。

## 直观描述
- 对于一个确定的逻辑电路，是否存在一种输入使得输出为真。

## 外部連結
SAT Solvers:
- Chaff （页面存档备份，存于）
- HyperSAT （页面存档备份，存于）
- Spear （页面存档备份，存于）
- The MiniSAT Solver （页面存档备份，存于）
- UBCSAT

Conferences/Publications:
- SAT 2007: Tenth International Conference on Theory and Applications of Satisfiability Testing  （页面存档备份，存于）
- Journal on Satisfiability, Boolean Modeling and Computation
- Survey Propagation

Benchmarks:
- Forced Satisfiable SAT Benchmarks （页面存档备份，存于）
- IBM Formal Verification SAT Benchmarks
- SATLIB （页面存档备份，存于）
- Software Verification Benchmarks （页面存档备份，存于）

SAT solving in general:
- http://www.satlive.org （页面存档备份，存于）
- http://www.satisfiability.org （页面存档备份，存于）
- Sat4j （页面存档备份，存于）